# Bredevoort
Bredevoort (Brevoort) er en by i det østlige Nederland nær den tyske grænse. Den ligger i provinsen Gelderland. Byen har 1.525 indbyggere (2006). 